# George M. Rhodes

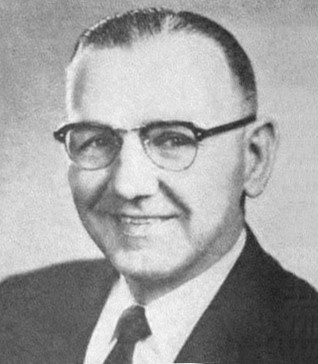
George M. Rhodes (1965)

George Milton Rhodes (* 24. Februar 1898 in Reading, Pennsylvania; † 23. Oktober 1978 ebenda) war ein US-amerikanischer Politiker. Zwischen 1949 und 1969 vertrat er den Bundesstaat Pennsylvania im US-Repräsentantenhaus.

## Werdegang
George Rhodes besuchte die öffentlichen Schulen seiner Heimat. Während des Ersten Weltkrieges diente er in der US Army. Von 1913 bis 1927 arbeitete er als Drucker bei der Reading Eagle Co. Danach war er als Geschäftsmann tätig. Rhodes engagierte sich auch in der Arbeiter- und Gewerkschaftsbewegung. Von 1927 bis 1942 setzte er sich als Vertreter der Gewerkschaft American Federation of Labor (AFL) in Reading für die Belange der Arbeiter ein. Von 1942 bis 1949 war er Manager der Zeitung The New Era. Zwischen 1928 und 1951 leitete er auch den Federated Trades Council der AFL. Ursprünglich war er Mitglied der Socialist Party. In den Jahren 1928 und 1932 war er Delegierter auf deren Bundesparteitagen. Später schloss er sich den Demokraten an und nahm 1952 sowie 1956 an deren Democratic National Conventions teil.
Bei den Kongresswahlen des Jahres 1948 wurde Rhodes im 13. Wahlbezirk von Pennsylvania in das US-Repräsentantenhaus in Washington, D.C. gewählt, wo er am 3. Januar 1949 die Nachfolge von Frederick Augustus Muhlenberg antrat. Nach neun Wiederwahlen konnte er bis zum 3. Januar 1969 zehn Legislaturperioden im Kongress absolvieren. Von 1953 bis 1963 vertrat er dort den 14. und danach den sechsten Distrikt seines Staates. In seine Zeit im Kongress fielen der Kalte Krieg, der Koreakrieg, der Vietnamkrieg und innenpolitisch die Bürgerrechtsbewegung.
Im Jahr 1968 verzichtete George Rhodes auf eine weitere Kongresskandidatur. Er starb am 23. Oktober 1978 in seinem Heimatort Reading.